# سعد الدين
سعد الدين هي قرية في مقاطعة خليل أباد، إيران. عدد سكان هذه القرية هو 1,965 في سنة 2006.